# 電人★GA部ぅ〜
電人★GA部ぅ〜（でんじん★ガぶぅ〜）は、2011年10月8日より2013年3月30日まで放送されていた、ラジオ番組。

## 概要
2011年10月より、文化放送とニコニコ生放送「電人チャンネル」で同時放送されていた、情報バラエティワイド（アニラジ）。ゲーム・アニメをメインに、様々なサブカルチャーを紹介していた。文化放送がナイターイン期間中及び日本シリーズ中継などの「文化放送スポーツスペシャル」放送時は、ニコ生のみで生配信された。
タイトルの「電人」は「電波人間」、「GA」は「Game・Anime」、「部」は「部活・サークル」の意味。番組では、定期的に「部長選挙」と称したリスナー投票企画を実施していた。また、Twitterと連動した企画を組むことがあり、志倉千代丸が公式ツイッターアカウント(@denjin_gabu)を使って、スタジオ内のノートパソコンから、リアルタイムで発言していた。ハッシュタグは  #denjin_gabu だった。
文化放送ではナイターオフ番組枠内で放送されていたこともあり、基本的にA&Gゾーンには含まれなかったが、19時台から深夜枠にかけてアニラジ枠が集中していた。
2013年3月30日終了。ニコニコ生放送で放送されていたゲーム番組『ゲッチャ!』と合体して、2013年4月5日からゲーム・アニメの情報バラエティ番組『電人☆ゲッチャ!』が開始される。

### 放送時間
文化放送、ニコ生同時放送
- 2011年10月8日 - 2012年3月24日

毎週土曜日19:00 - 21:00
ニコ生でのみ配信
- 2012年3月31日 - 2012年4月28日

隔週土曜日19:00 - 20:30
- 2012年5月12日 - 2012年10月27日

隔週土曜日20:00 - 21:30
- 2012年11月3日

土曜日19:00 - 20:30
文化放送、ニコ生同時放送
- 2012年11月10日〜2013年3月30日

毎週土曜日19:00 - 21:00（ニコ生は21：10頃まで）

### パーソナリティ
明坂、坂口の（　）内は2013年1月から最終回までの番組内での肩書き
- 阪口大助（GA部ぅ〜 部長）
- 明坂聡美（GA部ぅ〜 平部員）
- 志倉千代丸（MAGES.代表取締役社長）

## コーナー
※2012年12月29日のデータ。生放送のため回により前後する
| 文化放送での 放送時間 | ニコ生での 経過時間 | コーナー名                           | 内容 |
| --------------------- | ------------------- | ------------------------------------ | --- |
| 19:00                 | 00:00               | オープニング                         | |
| 19:10                 | 00:10               | GA部ぅ〜 掲示板                      | アニメ・ゲームで話題のニュースを、明坂と阪口が交互に読み上げる。 |
| 19:20                 | 00:20               | フリートーク ふつおた紹介            | スタッフが買ってきた弁当を紹介。特権により部長のみが食べられる。 |
| 19:30                 | 00:30               | GA部ぅ〜の部室                       | アニメ・ゲーム製作会社の方や、スタッフを招いて、深い話を伺う。ゲームを特集して、実際にプレイしたりする事もある。 |
| 19:49                 | -                   | 文化放送ニュース                     | |
| 19:53                 | -                   | 文化放送交通情報 （九段センター）    | |
| 19:54                 | -                   | 文化放送天気予報                     | アナウンサーではなく、明坂がモノマネをしながら読む方式であり、番組のエンディングで正解を発表する。 2012年11月10日には明坂の代理で桑谷夏子がデヴィ夫人のモノマネをした。 2013年3月9日には明坂の代理で下田麻美が福山雅治のモノマネをした。 |
| 19:54                 | -                   | 19時台エンディング                   | 「GA部ぅ〜の部室」感想メール紹介、20時台予告 |
| 20:00                 | 01:00               | GA部ぅ〜部員 全員集合!               | リスナーから寄せられたテーマメールを紹介する。 |
| 20:10                 | 01:10               | MAGES.情報委員会 （2012年11月3日〜） | MAGES.のPR。 |
| 20:13                 | 01:13               | GA部ぅ〜強化練習                     | 番組のメインに当たる特集コーナー。 |
| 20:47                 | 01:47               | メール紹介 （2012年11月10日〜）      | リスナーから寄せられたメールを紹介する。 |
| 20:53                 | 01:53               | エンディング                         | |
|                       | 02:00               | おまけコーナー （2012年11月10日〜）  | 放送終了後のフリートーク。10分程度。 |

### ニコニコ生放送での過去のコーナー
文化放送では未放送。
GA部ぅ〜で何かを作っちゃお（2012年4月14日〜?）
GA部ぅ〜がコミケに参加するとして、欲しいグッズのアイデアをリスナーから募集する。実際にコミケで段ボール箱を販売した。

### 箱番組
- 「ロボティクス・ノーツ電波局」（2011年10月8日 - 2012年3月24日、響制作、出演:木村良平、南條愛乃、徳井青空。）

編集短縮されて放送されていた。ニコニコ生放送も音声のみ配信。

## ゲスト
- 第02回(2011年10月15日) 長谷川のび太(文化放送アナウンサー・19時台)、檜山修之(20時台)
- 第03回(2011年10月22日) 丹下桜、芳井実佐子(コナミデジタルエンタテインメント)
- 第04回(2011年10月29日) 流田豊
- 第05回(2011年11月05日) 竹本英史 (阪口欠席のための代打パーソナリティ)、桂毅（コーエーテクモゲームス・電話出演）
- 第06回(2011年11月12日) 鰹のタタキ(実際はリスナーからの差し入れ・20時台)、本多陽子(20時台)
- 第08回(2011年11月26日) 近藤季洋(日本ファルコム・19時台・電話出演)、柴貴正(スクウェア・エニックス・19時台・電話出演)、藤原祐規(20時台)、岩崎大介(Rejet・20時台)
- 第09回(2011年12月03日) 南條愛乃(19時台)、新井里美(20時台)
- 第10回(2011年12月10日) 小牟田修、向峠慎吾(以上、コナミデジタルエンタテインメント・19時台)、小清水亜美(20時台)
- 第11回(2011年12月17日) 千木良章(電撃 PlayStation 副編集長・20時台)
- 第13回(2012年01月07日) 団長(安田大サーカス・19時台)、高橋将市(文化放送アナウンサー)
- 第14回(2012年01月14日) 國府田マリ子
- 第15回(2012年01月21日) 小島秀夫(小島プロダクション監督・20時台)
- 第16回(2012年01月28日) 小牟田修、向峠慎吾(以上、コナミデジタルエンタテインメント・19時台)、小西克幸(20時台)
- 第17回(2012年02月04日) 大美賀祐貴(早稲田大学学生クイズ王・20時台)
- 第18回(2012年02月11日) 内田明理(コナミデジタルエンタテインメント・19時台)、皆口裕子(20時台)
- 第19回(2012年02月18日) 曽利文彦(19時台)、ALTIMA(20時台)
- 第20回(2012年02月25日) つんく♂
- 第21回(2012年03月03日) KOTOKO(19時台)、MOSAIC.WAV(20時台)
- 第22回(2012年03月10日) 長谷川のび太(文化放送アナウンサー・20時台)
- 第23回(2012年03月17日) THEポッシボー(19時台)、南條愛乃(20時台)
- 第26回(2012年04月14日) 栗林みな実
- 第27回(2012年04月28日) フジタ
- 第29回(2012年05月19日) 金月真美
- 第30回(2012年06月09日) 南條愛乃
- 第31回(2012年06月23日) 小杉十郎太
- 第32回(2012年07月07日) 荒牧伸志、飯塚雅弓
- 第33回(2012年07月21日) 近藤季洋(日本ファルコム代表取締役社長)
- 第34回(2012年08月04日) 諏訪道彦(読売テレビチーフプロデューサー)
- 第35回(2012年08月18日) 流田Project
- 第36回(2012年09月01日) 佐藤ひろ美
- 第37回(2012年09月15日) 真田アサミ
- 第38回(2012年09月29日) 近藤季洋(日本ファルコム代表取締役社長)
- 第39回(2012年10月13日) 佐藤聡美
- 第41回(2012年11月03日) 大美賀祐貴(早稲田大学学生クイズ王)
- 第42回(2012年11月10日) 桑谷夏子 (明坂欠席のための代打パーソナリティ)、彩音(19時台)、fumika(20時台)
- 第43回(2012年11月17日) Zwei(19時台)、林直孝(5pb.・20時台)、宮崎羽衣(20時台)
- 第44回(2012年11月24日) i☆Ris(20時台)、今井麻美、原由実、彩音、下田麻美、長谷川明子、流田豊、南條愛乃(以上、電話出演)
- 第45回(2012年12月01日) 高橋将市(文化放送アナウンサー・19時台)、岩野弘明、安藤武博(以上、スクウェア・エニックス・20時台)、いとうかなこ(電話出演)、ルイズ・スフォルツア（アフィリア・サーガ・イースト・電話出演)
- 第46回(2012年12月08日) ayami(19時台)、高橋名人(20時台)、椿姫彩菜(20時台)
- 第47回(2012年12月15日) sat(fripSide・19時台)、水野寛(月刊ニュータイプ編集長・20時台)
- 第48回(2012年12月22日) 入江玲於奈、島﨑信長、鈴木裕斗、西山宏太朗(アニ〇ズ)
- 第49回(2012年12月29日) あさのますみ(19時台)
- 第50回(2013年01月05日) 須田剛一(グラスホッパー・マニファクチュアCEO・20時台)、千木良章(電撃 PlayStation 副編集長・20時台)
- 第51回(2013年01月12日) 高橋将市(文化放送アナウンサー・20時台)
- 第52回(2013年01月19日) 大川透(19時台)、桂毅（コーエーテクモゲームス・20時台）
- 第53回(2013年01月26日) 広瀬和彦(ブシロード執行役員事業開発部長・19時台)、木谷高明(ブシロード代表取締役社長・20時台)
- 第54回(2013年02月02日) 上田燿司(20時台)
- 第55回(2013年02月09日) 遠山雄亮(将棋棋士・20時台)、山本一成(将棋ソフト『ponanza』開発者・20時台)
- 第56回(2013年02月16日) 流田Project(19時台)、堀内賢雄(20時台)、是角有二(小島プロダクション・20時台)、玉利越(小島プロダクション・20時台)
- 第57回(2013年02月23日) 福島潤(19時台)、鈴木亮浩(コーエーテクモゲームス・20時台)
- 第58回(2013年03月02日) かみやじゅんこ(マーベラスAQL・19時台)、佐藤聡美(20時台)、黒崎真音(20時台)、阿久津加菜(20時台)
- 第59回(2013年03月09日) 下田麻美(明坂欠席のための代打パーソナリティ)、今井麻美(20時台)、林直孝(5pb.・20時台)、いとうかなこ(20時台)
- 第60回(2013年03月16日) 北上浩司(東京国際アニメフェア実行委員会事務局チーフプロデューサー・19時台)、斉藤一美(文化放送アナウンサー・20時台)
- 第61回(2013年03月23日) 原由実(19時台)、阿部敦(20時台)、小牟田修、向峠慎吾(以上、コナミデジタルエンタテインメント・20時台)
- 第62回(2013年03月30日) 大美賀祐貴(元早稲田大学学生クイズ王、電話を繋いでリスナーとパーソナリティーが戦う「電人★GA部ぅ〜カルトクイズ」に電話出演)